# لوسي غلانفيل
لوسي غلانفيل (بالإنجليزية: Lucy Glanville)‏ هي متسابقة بياثل أسترالية، ولدت في 16 أكتوبر 1994 في سيدني في أستراليا.

## وصلات خارجية
- لوسي غلانفيل على موقع IBU (الإنجليزية)
- لوسي غلانفيل على موقع الاتحاد الدولي للتزلج (التزلج الريفي) (الإنجليزية)
- لوسي غلانفيل على موقع أوليمبيديا (الإنجليزية)
- لوسي غلانفيل على موقع اللجنة الأولمبية الأسترالية (الإنجليزية)